# 水資源短缺

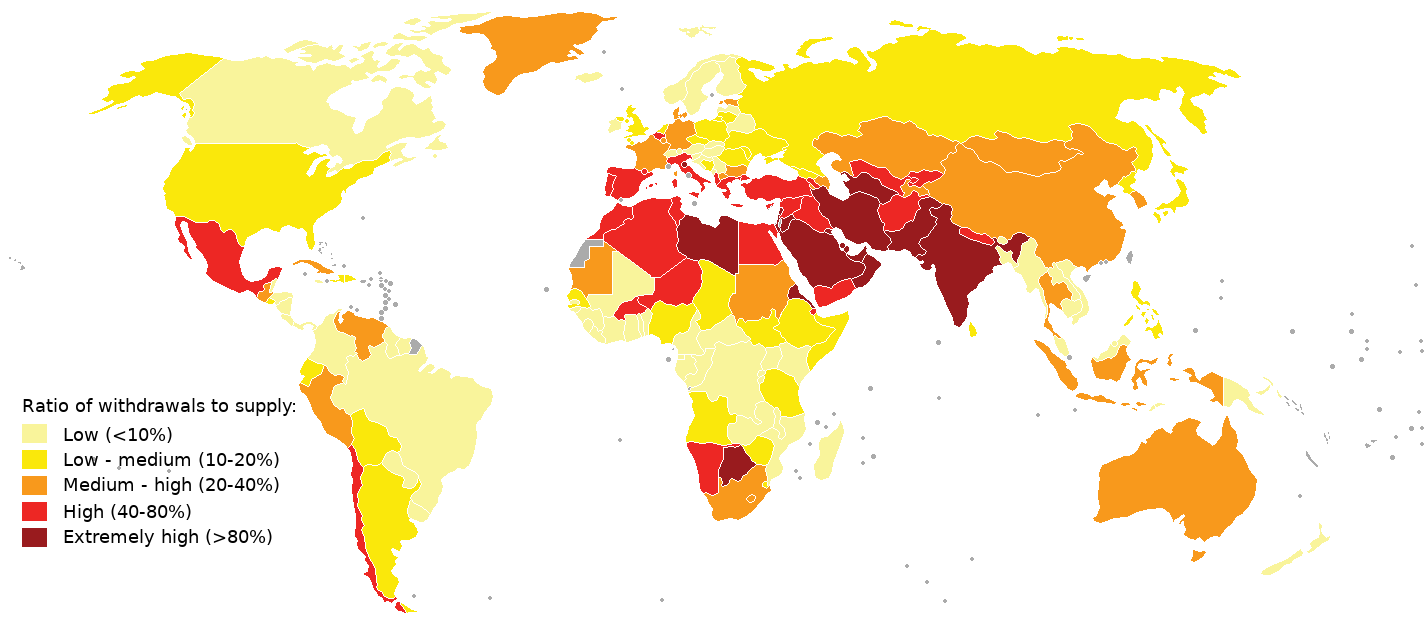
全球於2019年各地的水資源壓力分佈。水資源壓力是指相對於可用水量而言大量用水（抽取或是消耗）的影響，被視為是"由需求所驅動的短缺"。

水資源短缺（英語：Water scarcity），與水資源壓力（water stress）或是水危機（water crisis）有密切關係），指的是符合用水標準的淡水資源不足的現象。水資源短缺分為兩種 - "實質性水資源短缺"和"經濟性水資源短缺"。:560實質性水資源短缺指的是沒足夠的水，包括生態系統運作所需的水資源，來滿足需求。中亞、西亞和北非等沙漠氣候地區經常出現這種問題。而另一方面，所謂經濟水資源短缺是缺乏資金以建立基礎設施或是取得技術以從河流、含水層或其他水源取得水。經濟水資源短缺是人類缺乏能力以滿足用水需求的結果。:560 撒哈拉以南非洲大部分地區都有此種問題。:11
平均而言，全球終年有足夠的淡水來滿足需求，因此水資源短缺是由於人們需要水的時間和地點與可獲得之間無法匹配所造成。全球需水量增加的主要驅動因素是人口增加、生活條件改善、飲食改變（轉向更多的動物產品）以及需灌溉的農業活動擴張。氣候變化（包括乾旱或洪水）、森林砍伐、水污染和水資源浪費也會導致供水不足。由於自然界水文變動，短缺性會隨著時間的前進而變化。這些變動也可能是現行經濟政策和規劃所導致。
評估水資源短缺需將有關綠水（Green water，土壤濕度）、水質、環境流量需求、全球化和虛擬水交易的資訊納入考慮。水文、水質、水域生態系統科學和社會科學界需在水資源短缺評估方面進行合作。"水資源壓力"已被用作衡量水資源短缺的參數，例如在聯合國發佈的永續發展目標 6所採用的。全球有5億人居住在全年度嚴重缺水的地區，而約有40億人每年至少有一個月面臨嚴重缺水。全球有一半的大城市有缺水問題。有23億人居住在缺水的國家（表示這些人每年人均獲得的水不到1,700立方公尺)。然而全球每年卻產生3,800億立方公尺的都市污水。
減少水資源短缺問題需要進行供應與需求管理、國家間合作、水資源保護（包括防止水污染）。還需要擴大可用水源（透過利用再生水或透過海水淡化）及虛擬水交易。

## 定義

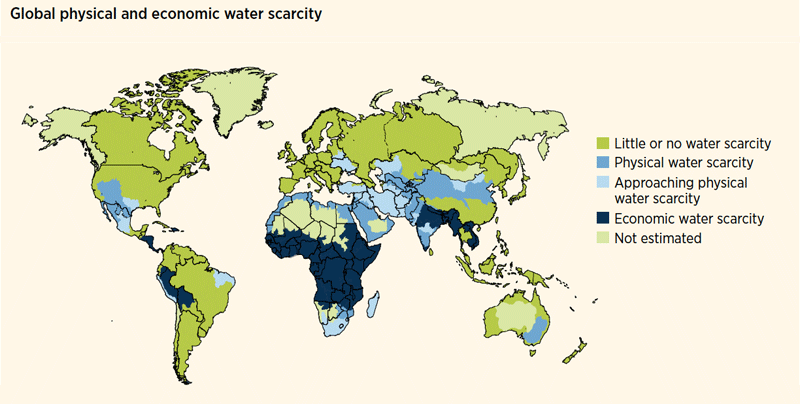
全球實質性與經濟性水資源短缺分佈圖。

水資源短缺被定義為"淡水資源的體積豐度不足"，且被認為是"人類所驅動"。:4這也可稱為"實質性水資源短缺"。水資源短缺分為實質性短缺和經濟性短缺。:560
有時環境用水需求會包含在水資源短缺的估算中，但不同組織會採不同歸類方式。:4

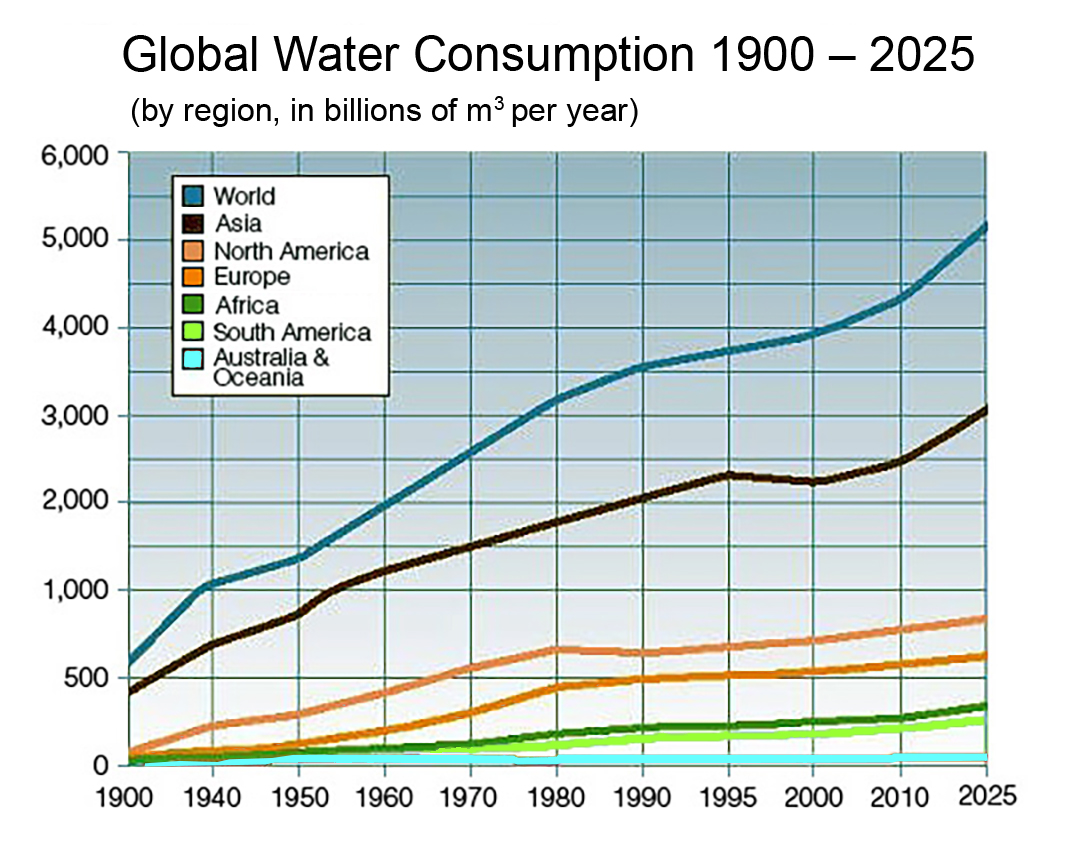
全球於1900年至2025年期間按地區水耗用數量變動趨勢圖（單位：10億立方公尺/年）。

### 相關概念
不同文獻對"水資源短缺"、"水資源壓力"和"水風險"提出各種定義，因此聯合國邀請世界約170家大企業加入的的倡議"CEO Water Mandate（首席執行官水管理委任）"於2014年提出統一定義。:2在討論文件中提出這三個名詞不應互換使用。:3

#### 水資源壓力

於2000年，全球水資源壓力最高的前20個國家。

一些組織給予"水資源壓力"一更為廣泛的概念，包括水的可用性、水質和水的可取得性等方面。最後一項（可取得性）與既有基礎設施以及使用者是否有能力支付水費有關， 而有人稱其為"經濟水資源短缺"。
糧農組織（FAO）將水資源壓力定義為"水資源稀缺或不足的狀況"。這些情況可能會造成"使用者之間日益激烈的衝突、爭奪、供水可靠性和服務標準下降、作物歉收和糧食不安全"。:6已有一組水資源壓力指數可用來衡量。
水資源壓力的另一定義為："水資源壓力是指相對於可用水量而言的大量用水（抽取或是消耗）產生的影響。"因此水資源壓力被視為"由需求所驅動的短缺" 。

## 類型
水資源短缺中的實質性和經濟性面相，首次由國際水管理研究所領導的一項關於過去50年的農業用水研究中定義（2007年），參與研究的有供水從業者、研究人員和政策制定者。此研究目的在查明世界是否有足夠的水資源為未來不斷增長的人口作糧食生產之用。:1

### 實質性水資源短缺
當自然水資源不足以滿足所有需求（包括生態系統正常運作所需）時，就會出現此種水資源短缺。乾旱地區經常遭受實質性缺水的困擾。人類活動產生的氣候變化影響，導致以前難以獲得水的地區更為缺乏。這種情況也會發生在看似水資源充足，但受到過度使用的地區。例如當水利基礎設施（通常用於灌溉或發電）被過度開發時。實質性水資源短缺的後果包括"嚴重環境退化、地下水減少以及對不同群體給予條件不同的水資源分配"。:6
"生態水資源短缺"（將供水量、水質和環境流量需求列入考慮）也被提出作為一種指標。
在人口稠密的乾旱地區（例如中亞、西亞和北非），就有實質性水稀缺的情況，預計每年人均可用量不足1,000立方公尺。於2007年進行的一項研究發現全球有超過12億人生活在水資源匱乏的地區。這種水資源短缺與可用於糧食生產的水有關，而非數量較小的飲用水。
一些學者希望在兩種水資源短缺分類之外再加入第三種，即生態水資源短缺。此第三種將重點放在生態系統的水需求。指的是維持永續和功能性生態系統所需的最低用水量和水質。然而有出版物指出，這只是實質性水資源短缺定義中的一項。

### 經濟性水資源短缺

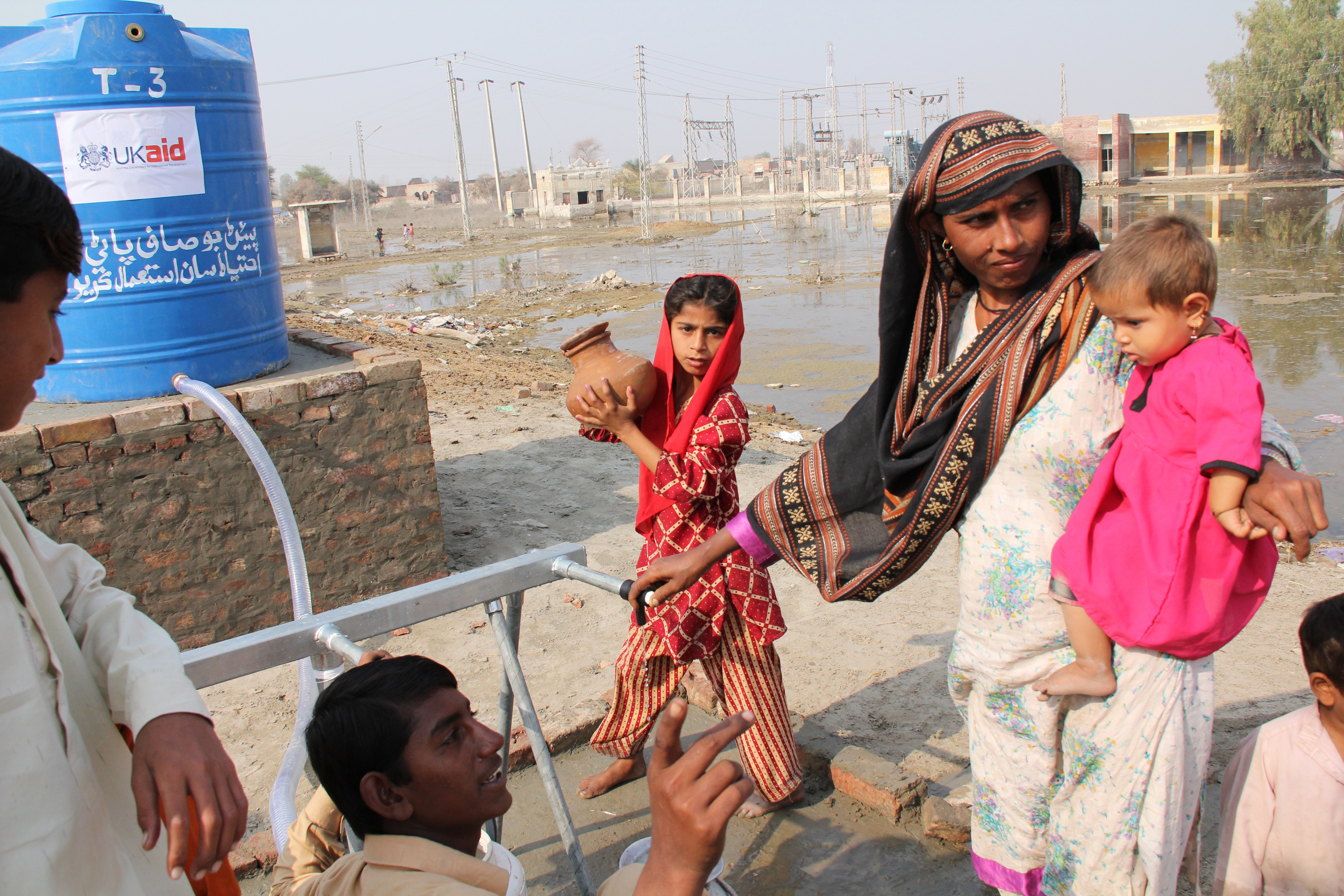
於巴基斯坦信德省加里哈羅鎮（Ghari Kharo）的居民在公共供水槽取用乾淨飲用水。

經濟性水資源短缺是由於在基礎設施或是技術方面的投資不足，而無法從水源取得足夠的水，:560導致當地人需長途跋涉以取水，以供家庭和農業之用。
聯合國開發計畫署稱經濟性缺水是造成缺水的最常見原因。通常大多數國家或地區均有足夠的水源來滿足家庭、工業、農業和環境的需求，但缺乏取得的手段。目前全世界大約有五分之一的人口生活在受實質水資源短缺影響的地區。
全球有四分之一的人口受到經濟性水資源短缺的影響。撒哈拉以南非洲大部分地區均有經濟性缺水的特性。:11因此開發那裡的水基礎設施會有助於降低貧窮問題。投資於保水和灌溉基礎設施也有助於增加糧食產量，特別是對於那些農業產量不高的開發中國家。為社區提供足夠的飲用水也會大幅提升人們的健康水準。然而克服這種稀缺性，除建設新的基礎設施之外，還需要社會經濟和政治干預措施來解決貧窮和社會不平等問題。但由於缺乏資金，因此必須預作詳盡規劃。
雖然有很大的重點放在改善飲用和烹飪用水，但於其他用途（例如沐浴、洗衣、飼養牲畜和清潔）的用水數量更大。因此過度強調飲用水只能解決部分問題，而將解決方案的範圍限縮。

## 相關概念

### 水安全
本節摘自水安全。
水安全的目標是將水對人類和生態系統的益處充分利用。第二個目標是將水的破壞性風險限制在可接受的範圍內。風險方面有水過多（洪水）、水過少（乾旱和缺水）或是水質不良（受到污染）等。生活在水安全水平較高的人始終能獲得"可接受數量和品質的水用於健康、生計和生產用途"。通常將取得水以供環境衛生和個人清潔服務作為水安全的一部分。但一些組織會將"水安全"僅用於供水方面的狹義解釋。

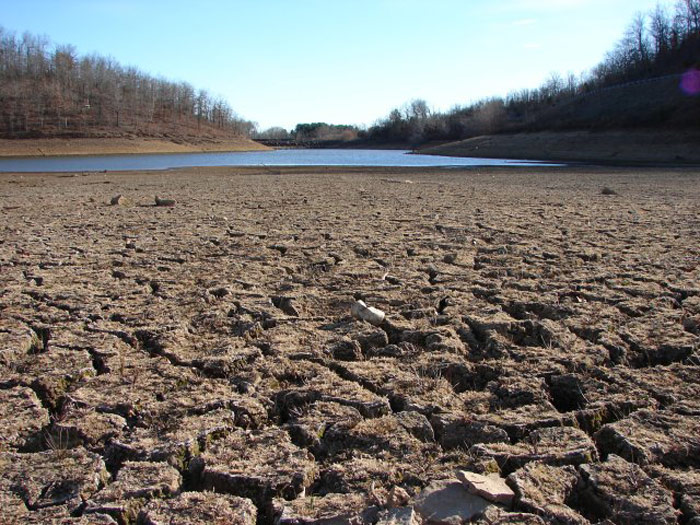
在美國的加州乾旱歷史中，2021年至2023年期間的大乾旱是過往1,200年以來最嚴重的一次，當地政府必須實施水配給以為應對。水資源短缺是種會涉及人類生存的威脅。

### 水風險
本節摘自水安全#水風險。
水風險指的是與水有關問題發生的可能性。例如缺水、水資源壓力、洪水、基礎設施老化和乾旱。:4水風險與水安全之間存在反比關係。表示當水風險增加，水安全就會減少。水風險不但複雜，且是多層次，包括洪水和乾旱風險，而可能會導致基礎設施受到破壞，並將飢餓情況加劇。水風險會威脅例如食品和飲料行業、農業、石油和天然氣產業以及公用事業。全球淡水消耗總量中，農業用途的佔比有69%，這個產業非常容易受到水資源壓力的影響。

## 評估與指標

位於非洲中西部的查德湖自1960年代起的面積已經縮少90%。

### 簡單指標
與水資源短缺的相關指標有：用水與可用水比率（即臨界比率）、實質與經濟水資源短缺 - 國際水管理研究所指標（IWMI）及水貧窮指數（WPI）。
水資源壓力已被用作衡量水資源短缺的標準，例如包含在聯合國永續發展目標 6之中。FAO於2018年發表的一份報告中將水資源壓力定義為："在考慮環境流量需求（EFR）後，所有主要部門抽取的淡水總量（TFWW）與再生淡水資源總量（ TRWR）之間的比率" 。公式為TFWW /（TRWR - EFR） 。:xii環境流量需求（EFR）是維持淡水和河口生態系統所需的水流量。之前聯合國發佈的千禧年發展目標第7項中的7.A，其採用的定義只考慮到TFWW與TRWR之間的比率，沒將EFR列入。:28根據此定義，水資源壓力的分類為：< 10%為低壓力、10-20%為低至中等壓力、 20-40%為中到高壓力、40-80%為高壓力，而>80%為非常高壓力。
指標可用於衡量水資源短缺的程度。有衡量方法是計算每年人均可用的水資源數量。例如根據"福柯馬克水資源壓力指標"（由瑞典籍水文學家馬林·福柯馬克所開發），當每年人均供水量低於1,700立方公尺時，一個國家或地區就會經歷"水資源壓力"。當每年人均用水量在1,700至1,000立方公尺之間時，預計會出現週期性或有限度的缺水。當每年人均供水量低於1,000立方公尺時，該國就面臨"缺水"。然而福柯馬克水資源壓力指標無助於解釋水資源短缺的實際本質。

#### 再生淡水資源
再生淡水供應是評估水資源短缺時經常被結合使用的指標。此指標可用來描述每個國家所含的可用水資源總量，是種有用的資訊。透過了解可用水資源總量，可了解一國是否容易出現實質性水資源短缺。但此指標有其缺陷，原因為它是平均值。每年各地的降水量並不均勻，可再生水資源也因此會各不相同。此指標也沒描述個人、家庭、工業或政府獲得水的難易度。最後，由於該指標是對整個國家描述，因此並無法準確描述一個國家是否正在經歷水資源短缺。例如加拿大和巴西都有非常高的可用供水水平，但仍面臨各種與水有關的問題。此外，一些亞洲和非洲的熱帶國家有較低水平的淡水資源。

### 較複雜的指標

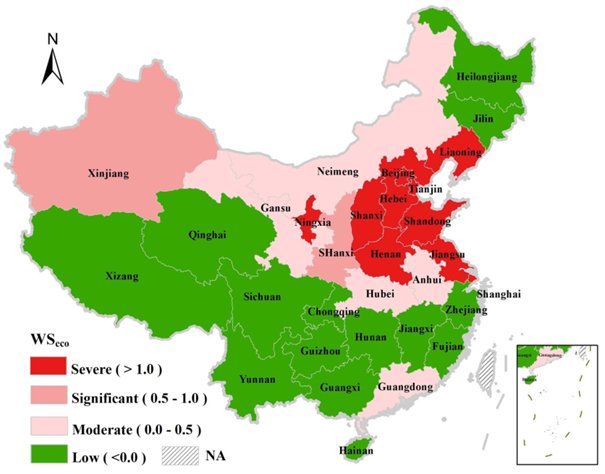
中國於2016年至2019年期間的平均生態水資源短缺狀況，其中綠色的表示低水平，紅色的表示嚴峻。

水資源短缺評估需要納入有關綠水（土壤濕度）、水質、環境流量需求、全球化和虛擬水交易的資訊。水資源短缺評估從2000年代初開始採用更複雜的模型，並輔以空間分析的工具，這類模型有：綠-藍水資源短缺、基於水足跡的水資源短缺評估、累積抽取需求比（考慮時間變化）、基於生命週期評估的水資源壓力指標、水資源短缺中的綜合水量-品質環境流量評估。自2010年代初開始將數量和品質引起的水資源短缺合併評估。
有另一稱為生態水資源短缺指標，是將水量、水質和環境流量要求均列入考慮。例如於2022年所做的一項模型研究，結果顯示中國北方地區的生態缺水狀況比南方地區更為嚴重。大多數省份生態水短缺的主要驅動因素是水污染而非民生用水需求。
在水資源短缺評估方面，有水文、水質、水域生態系統科學和社會科學界共同合作的需求。

## 可用水

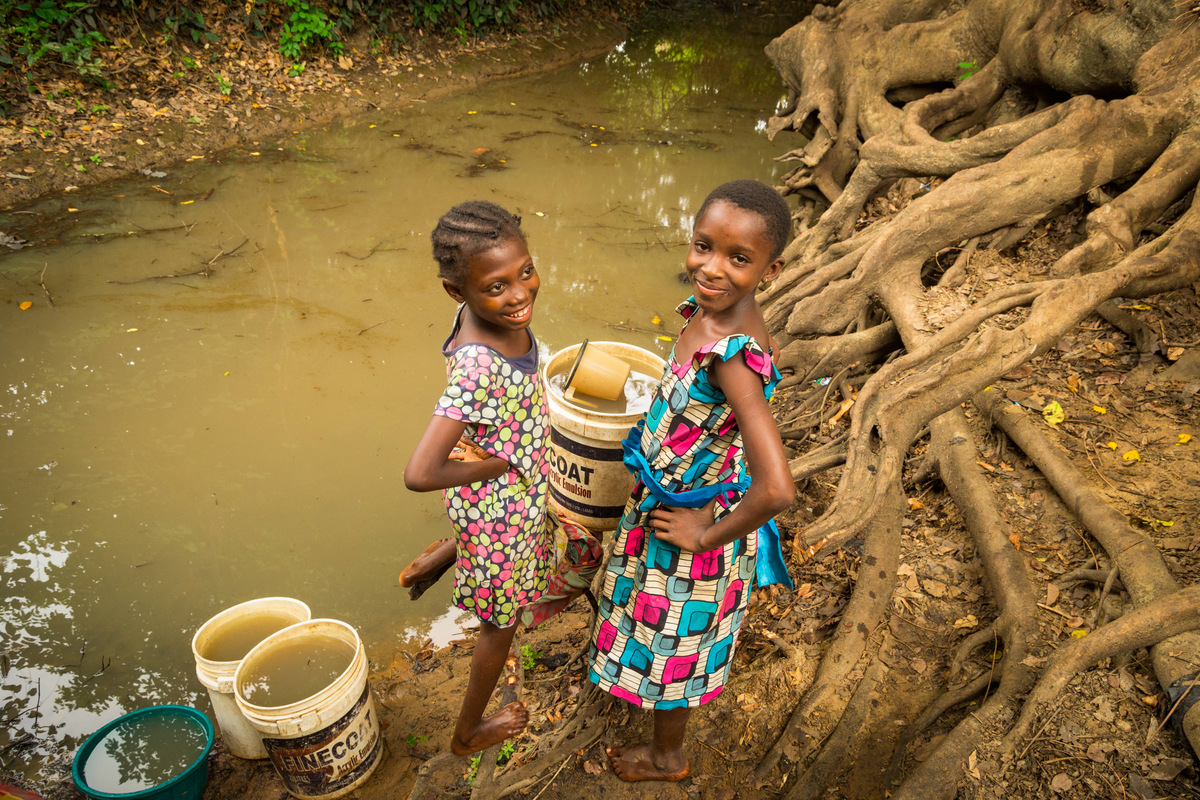
非洲兒童於乾季從混濁的溪流取水回家，經過濾等處理方式後使用。

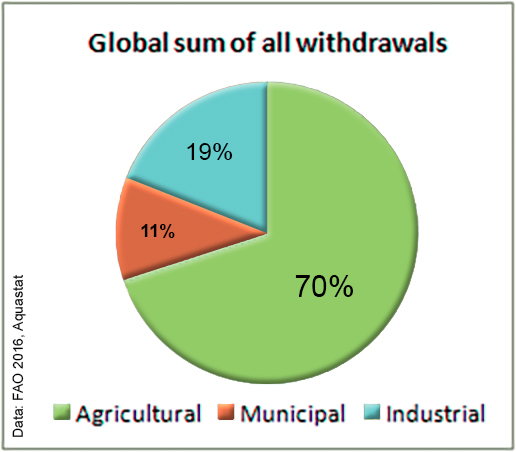
全球不同區塊使用淡水的佔比（資料來源：FAO,2016年）。

聯合國估計地球上存在的14億立方公里的水中，只有20萬立方公里是可供人類使用的淡水，即地球上只0.014%的水是容易取得的淡水。剩餘的水中，有97%是鹹水，另有不到3%的水很難取得。地球上易於取得的淡水總量，以地表水（河流和湖泊）或地下水（如含水層）的形式存在。在這個總量中，"僅"有5,000立方公里被人類使用和再利用。從技術上講，全球有足夠的淡水。地球淡水資源在理論上足以滿足全球70億以上人口的需求，甚至支持人口成長到90億或更多。然而由於地理分佈不均，尤其是各地的用水量不均，水在世界某些地區和某些人口中是稀缺資源。
除河流、湖泊等常見的地表淡水水源外，地下水、冰河等淡水資源已受到開發，且成為主要的乾淨水源。地下水是聚集在地球表面以下的水，可透過泉水或鑿井取用。聚集地下水的區域也稱為含水層。隨著傳統水源因氣候變化造成的污染或消失等因素而減少，有越來越多的地下水源受到利用。人口成長是增加此類水資源使用的一個重要因素。

## 規模

### 目前估計
世界經濟論壇（一個基金會形式的非營利組織）於2019年將水資源短缺列為全球於未來十年最具影響力的風險之一。肇因於需求有部分或完全無法被滿足、對水量或水質的經濟競爭、用戶之間的糾紛、地下水不可逆轉的枯竭以及對環境的負面影響。
目前世界上大約有一半的人口至少在一年中的某些時候會經歷嚴重缺水。全球有5億人常年面臨嚴重的缺水問題。世界上有一半的大城市面臨缺水問題。有近二十億人無法獲得乾淨的飲用水。於2016年發表的一份報告中，估算全球缺水的人口從1900年代的2.4億（佔全球人口的14%）增加到2000年代的38億（佔全球人口的58%）。此研究使用"短缺"（低人均可用量造成的影響）和"壓力"（在既有可用量卻發生高消耗所造成的影響）兩概念來分析短缺的問題。

### 未來預測

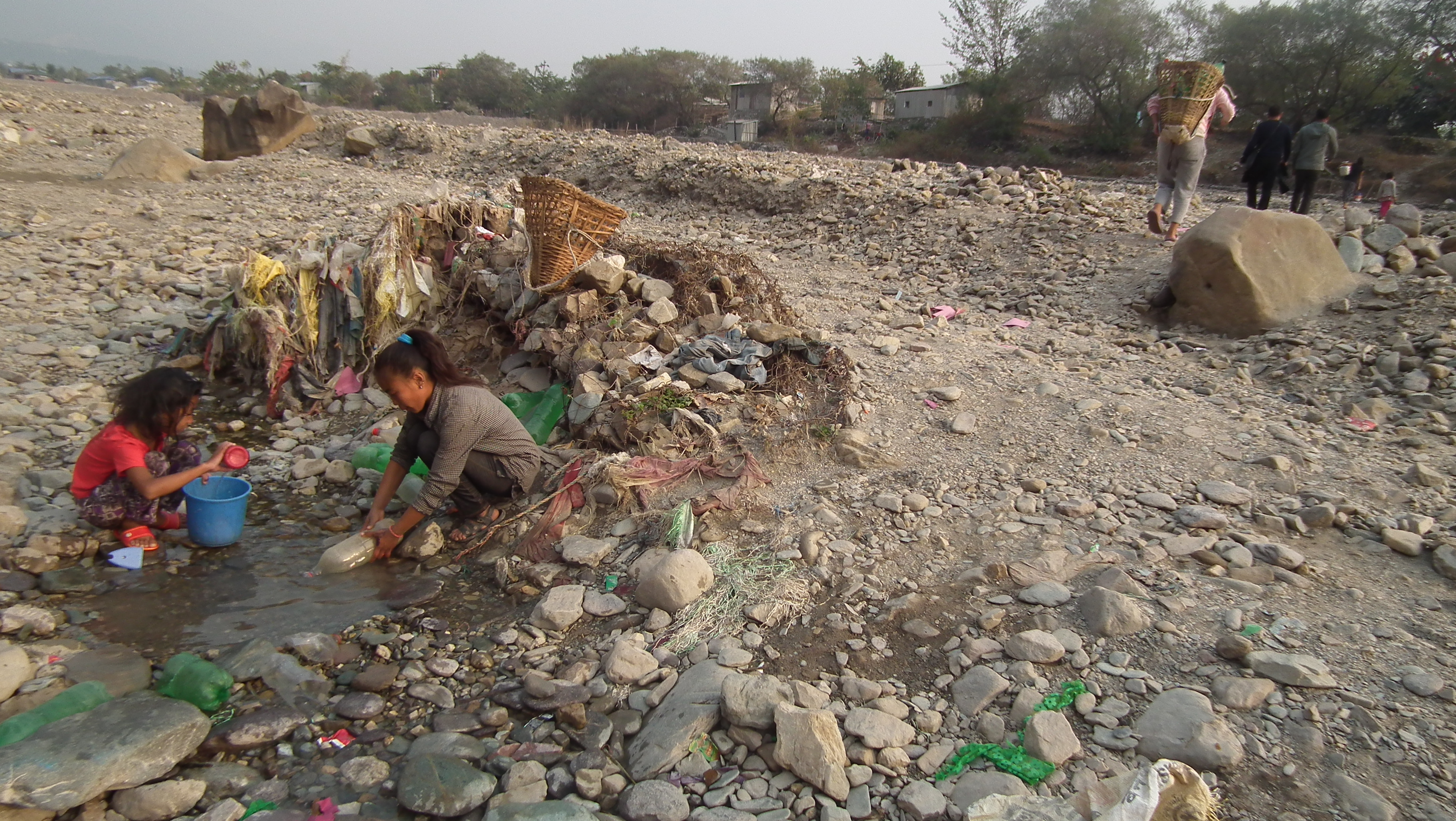
居住在尼泊爾特蘭棚戶區的女孩從溪流中取水回家使用。

全球用水量於20世紀的成長速度是人口成長速度的兩倍以上。預計到2025年，開發中國家的取水量將會增加50%，已開發國家將增加18%。預計非洲將有7,500萬至2.5億居民缺乏可用的淡水。預計全球到2025年將有18億人生活在絕對缺水的國家或地區，全球有三分之二的人口可能面臨水資源壓力。麻省理工學院的研究人員預計全球到2050年會有一半以上的人口將生活在有水資源壓力的地區，另有10億人可能會缺乏足夠用水。
隨著全球氣溫升高和需水量增加，有十分之六的人面臨水資源壓力的風險。全球約有67%的濕地逐漸乾涸，是直接導致大量人口面臨水資源壓力風險的原因。隨著全球對水的需求增加和氣溫上升，預計全球到2025年會有三分之二的人口將生活在水資源壓力之下。:191
根據聯合國預測，全球到2040年將有約45億人遭受水危機（或水資源短缺）的影響。而隨著人口增加，對糧食的需求也會增加，為讓糧食產量與人口增長匹配，農業灌溉用水的需求也會增加。世界經濟論壇估計全球到2030的水需求將超過全球供應量的40%。對水的需求增加以及人口的增加會導致水危機，全球沒有足夠的水來維持健康水準。危機不僅是數量上的，也是品質上的。
一份發表的研究報告說如果地下水位下降幾米，全球約3,900萬個水井中有6-20%會面臨乾涸的高風險，還有許多地區和可能超過一半的主要含水層的地下水位會繼續下降。

## 影響
水資源短缺會造成多種影響和狀況。其中有對用水的嚴格管制、"使用者之間的衝突和水資源競爭日益加劇、供給可靠性和服務標準下降、作物歉收和糧食不安全"。:6
具體的案例有：
- 中東和北非地區發生糧食不安全[57][58]
- 約有8.85億人無法獲得足夠的安全飲用水[59]
- 地下水透支（超額抽水），最終導致農業產量下降[60]
- 水資源遭過度使用及污染，生態系統和生物多樣性受到損害
- 因水資源短缺而發生的衝突，有時會演變成戰爭。[61]

### 供水短缺
水在安全水供應中維持著微妙的平衡，而水資源管理和分配等可控因素卻會進一步加劇水資源的稀缺性。聯合國於2006年發表的一份報告重點，認為治理事項是水危機的核心所在。報告指出，"每個人都能有足夠的水"，而"供水不足往往是由於管理不善、腐敗、缺乏適當機構、官僚惰性以及人員素質和物質基礎設施投資不足所造成。"
尤其主要是經濟學家也聲稱水資源問題是由於水務部門缺乏財產權與政府監管，以及補貼問題。這些因素導致價格過低和消耗過高，而有將水務私有化的建議。
清潔用水危機是一場新興的全球危機，全世界有約7.85億人受其影響，有11億人無法取得水，有27億人於一年中至少有一個月遭遇缺水。有24億人遭受水污染和低下衛生條件的困擾。水污染可能會導致致命的腹瀉疾病（如霍亂和傷寒），以及其他水媒傳染病）。在開發中國家，因水污染導致的疾病佔所有疾病的80%。

### 環境

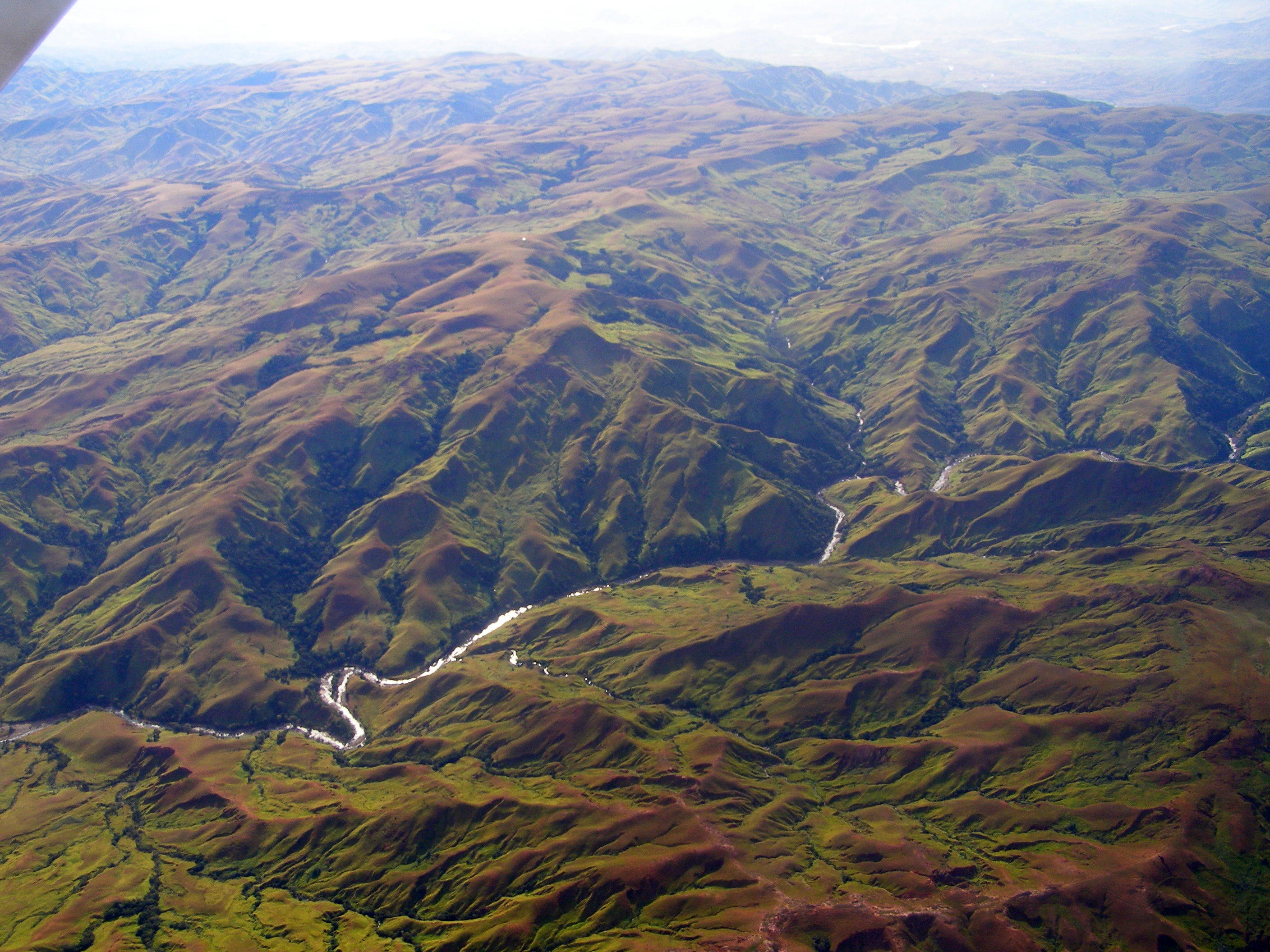
馬達加斯加經歷過大規模馬達加斯加森林砍伐後，導致該國西部的河流發生淤積，河水流量不穩定。

生活用水、食品用水和工業用水對世界許多地區的生態系統產生重大影響。這甚至會在不被視為"缺水"的地區發生。水資源短缺會對如湖泊、河流、池塘、濕地和其他淡水資源環境產生許多不利影響。因過度用水而造成水資源短缺，通常發生在需灌溉的農業地區，以多種方式危害環境，包括土地鹽度增加、養分污染以及河漫灘和濕地喪失。此外，水資源短缺使得城市溪流復育中的流量管理成為問題。

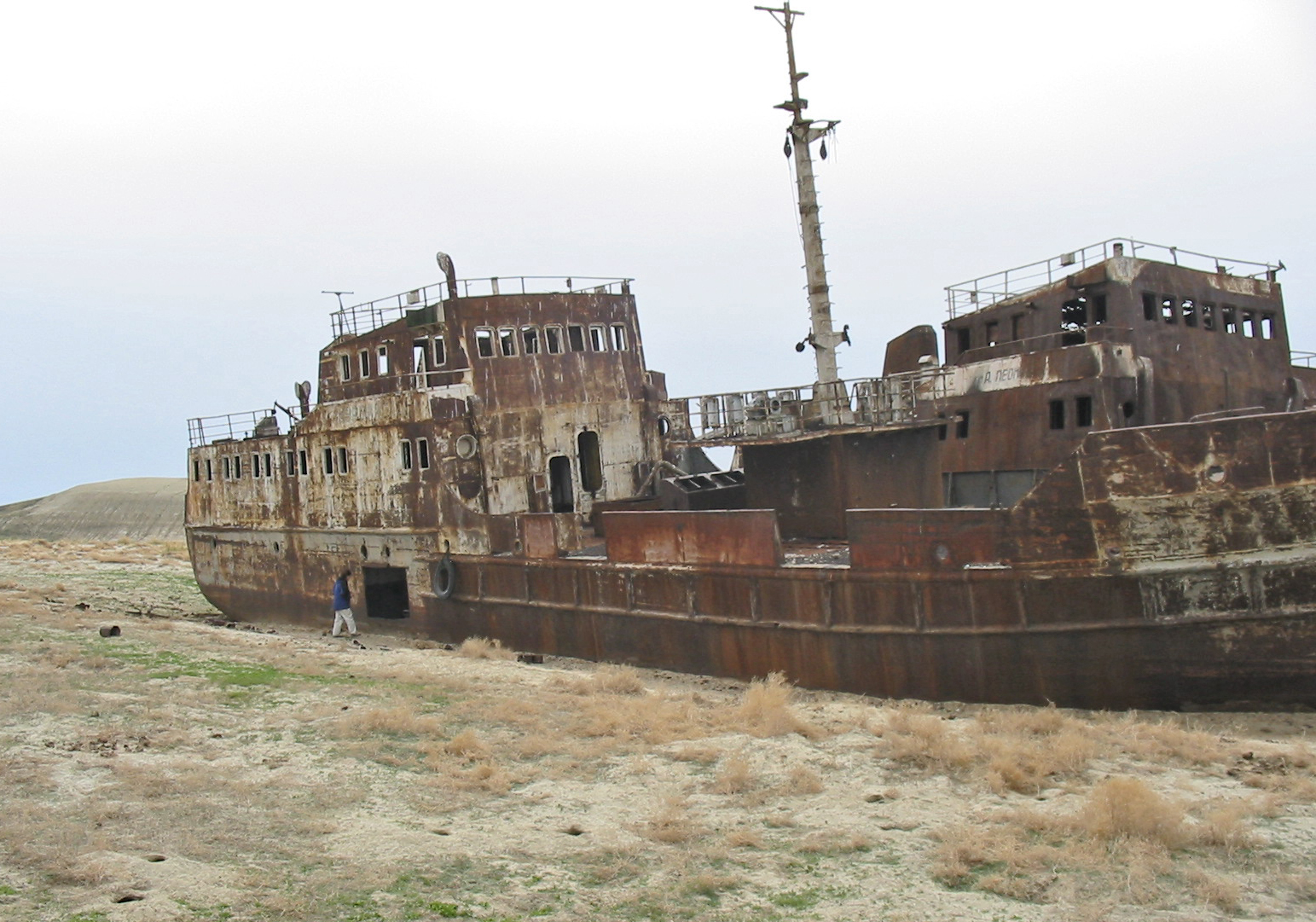
於哈薩克的阿拉爾，一艘曾在鹹海使用過，但已被棄置在乾涸湖床上的船舶。

地球在過去的一百年裡有一半以上的濕地已被破壞，而後消失。這些濕地有其重要性，不僅因為它們是哺乳動物、鳥類、魚類、兩棲動物和無脊椎動物等的棲息地，而且它們也支持水稻和其他糧食作物的生長，並提供將水過濾和具有抵禦風暴和洪水的功能。位於中亞的鹹海等淡水湖也受到影響。鹹海曾是第全球第四大淡水湖，但它在過去的三十年裡已經失去超過58,000平方公里的面積，並且鹽濃度大幅增加。
地層下陷是超額抽水產生的另一個結果。美國地質調查局（USGS）估計有45個美國州發生地層下陷，面積超過17,000平方英里，其中80%是由於抽取地下水所造成。
植被和野生動物依賴充足的淡水資源才能存在。草澤、酸性泥炭沼澤和河岸帶更明顯須依賴永續供水。隨著可用水量減少，森林和其他高地生態系統同樣面臨顯破壞的風險。濕地經排水後改用作安置不斷增長的人口。但由於上游水源被人類使用，下游地區的生產力因淡水流入逐漸減少而受影響。

## 導致缺水的原因

### 人口成長
人們約在五十年前普遍認為水是取之不盡的資源。那時全球的人口還不到現在的一半，也不如今天般富裕，消耗的卡路里和肉食也較少，因此生產食物所需的水也較少。當時從河流取水量是今日的三分之一。現今地球上有70億人口，對耗水生產的肉類產品的消費量正在增加，此外，工業、都市化、種植生質燃料作物和依賴灌溉的作物，在在導致日益激烈對水的競爭。預計地球到2050年的人口將增加到90億，屆時競爭程度將更為激烈。
世界於2000年的人口為62億。聯合國估計到2050年將會額外增加35億，主要發生在開發中國家，而他們目前已經面臨水資源壓力。因此除非相應強化水資源節約和循環利用，否則將難以滿足增加對水的需求。世界銀行引用聯合國的數據，進一步解釋說獲取用於生產糧食的水將是未來幾十年的主要挑戰之一。取水需以永續性的方式管理，同時將氣候變化以及對其他環境和社會的影響列入考慮。
在歐洲人口超過10萬的城市中，其中有60%的地下水抽取速度超過補充的速度。

#### 超額抽取地下水

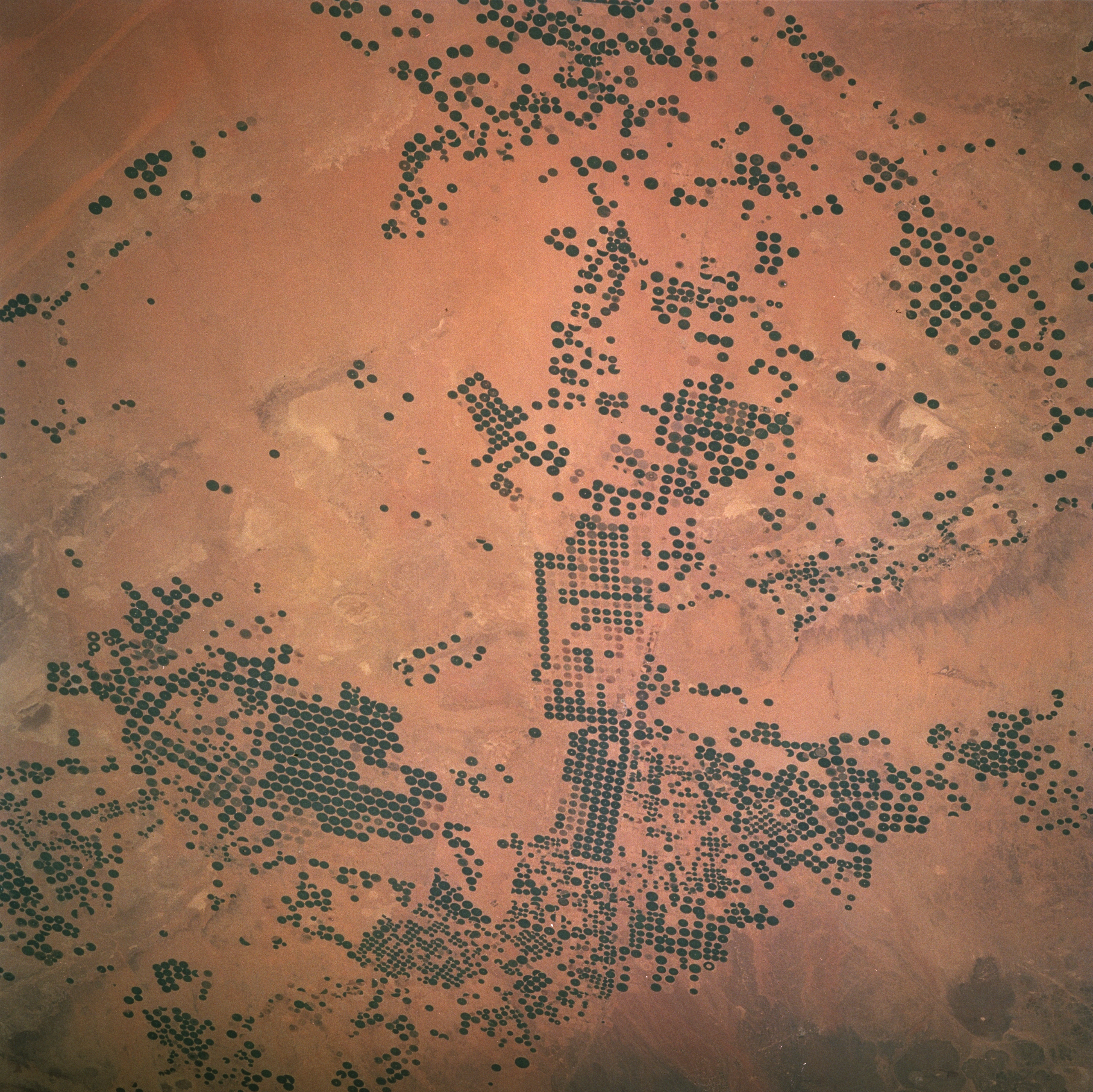
1997年於沙烏地阿拉伯空中俯瞰攝得的中央支軸灌溉設施分佈。當地的地下含水層因受大量抽取，存量降低。

為應付日益增長的水需求而超額抽水，導致世界上許多主要含水層逐漸枯竭。中國北部、尼泊爾和印度等乾旱地區的灌溉由地下水供應，抽取速度遠高於補充的。目前含水層水位已下降10至50公尺的城市包括墨西哥城、曼谷、北京、馬德拉斯和上海等。
直到1960年代，有越來越多的地下含水層被開發。由於知識、技術和資金的改善，讓人們將發展重點從利用地表水改為抽取地下水。這些變化促進社會進步，例如"農用地下水革命"將灌溉作業擴大，而增加農村地區的糧食生產和發展。目前地下水供應全球近一半的飲用水。大多數含水層所儲的水俱有相當大的緩衝能力，可供在乾旱或少雨期間抽取使用。地下水對於生活在無法依靠降水或地表水維生地區的人們來說非常重要。估計截至2010年，全球每年抽取的地下水總量為1,000立方公里，其中67%用於灌溉，22%用於家庭用途，11%用於工業用途。全球十大地下水消費國（印度、中國、美國、巴基斯坦、伊朗、孟加拉國、墨西哥、沙烏地阿拉伯、印尼和義大利）佔全球抽取水量的72%。
全球地下水源相當普遍，但令人關注的是某些地下水源的更新率（或稱補給率）。如果無適當的監測和管理，從此類無法再生的地下水源中抽取會導致枯竭。另一問題是水源的水質會隨時間演進而下降。在地下水系統中的自然流出量減少、儲存量減少、水位下降和水退化是常見現象。地下水枯竭會造成許多負面影響，例如抽水成本增加、水中鹽度和其他水質變化、地層下陷、泉水退化和基流減少。

### 農業和工業用戶數目及規模擴大

通常每年人們會在美國科羅拉多河盆地抽取1.9兆加侖的水使用。造成嚴重水資源短缺問題，迫使科羅拉多州州政府與聯邦政府達成水資源保護協議。 農業用途的用水量高於人類直接耗用的四倍。

由於農業/畜牧業和工業大量使用水，也造成水資源短缺。已開發國家人民每天的用水量通常是開發中國家的10倍左右。其中很大部分是水密集型農業（水果、油籽作物和棉花等消費品）和工業生產過程間接所造成。由於許多產業鏈已全球化，開發中國家耗用及污染大量的水，以生產供已開發國家消費用的產品。
許多含水層已被過度抽取，無法適時補充。雖然全球淡水供應總量並未用完，但有許多已被污染、鹽分升高、不適合或無法飲用。為避免全球水危機，農民必須努力在不大量增加用水的情況下提高生產力，以滿足日益增長的糧食需求，而工業和城市則必須找到更有效的用水方法。
商務活動中如旅遊業等持續快速擴張。這類擴張會增加水服務的需求（包括供應和衛生設施），這也會對水資源和自然生態系統造成更大的壓力。全球到2040年的能源使用量將成長約50%，也會增加用水的需求。因為火力發電廠需用水來產生蒸汽和冷卻，而將一些灌溉水源轉向工業用途。

### 水污染
本節摘自水污染。
水污染（英語：或英語：）指的是通常由於人類活動而對水體造成的污染，而在使用時產生負面影響。:6當污染物與這些水體（湖泊、河流、海洋、含水層、水庫和地下水）混合時就會造成水污染。污染物有四個主要來源：生活污水、工業活動、農業活動以及包括雨雪水造成的城市徑流。水污染包含地表水污染，及地下水污染。這種污染會導致許多問題，例如當人們使用受污染的水飲用或灌溉時，水域生態系統會退化或傳播水媒傳染病。另一問題是水污染將原先由水提供的生態系統服務（例如提供飲用水）降低。
水污染的來源有點源和非點源兩種。點源有一個可識別的原因，例如排水渠、污水處理廠或油外洩。非點源污染的來源較為分散，例如農業徑流。污染會隨著時間而將效應累積。污染可能含有毒物質（例如石油、金屬、塑膠、殺蟲劑、持久性有機污染物、工業廢棄物）、壓力條件（例如pH值變化、低氧或缺氧、溫度升高、濁度過高、鹽度變化 ），或引入病原體。污染物包括有機和無機物質。熱污染通常是發電廠和工業製造廠用水作冷卻用途時所產生。

### 氣候變化
由於氣候與水循環之間有密切關聯，氣候變化會對世界各地的水資源產生重大影響。氣溫升高會增加蒸發作用，導致降水增加。乾旱和洪水於不同地區及不同時間會變得更加頻繁和嚴重。氣候變暖時降雪會普遍減少，降雨增多，預計山區降雪和融雪將發生劇烈變化。較高的溫度也會以目前尚不清楚的方式影響水質。可能的包括有優氧化加劇。氣候變化也表示農場灌溉、花園灑水器甚至游泳池的需求可能會增加。現在有充分的證據顯示水循環和氣候變化增加後，已經且將持續對水部門產生深遠的影響。這些影響將透過全球性、區域性、流域和地方各級的水循環、可用水量、需水量和水分配來體現。
FAO指出全球到2025年將有19億人生活在絕對缺水的國家或地區，世界三分之二的人口將會面臨水壓力。世界銀行補充說氣候變化可能會深刻改變未來水資源供應和利用的模式，而增加全球和依賴水的部門的水資源壓力和不安全程度。
整體而言，人口增加造成的水資源短缺，其影響程度是在長期氣候變化下的四倍。

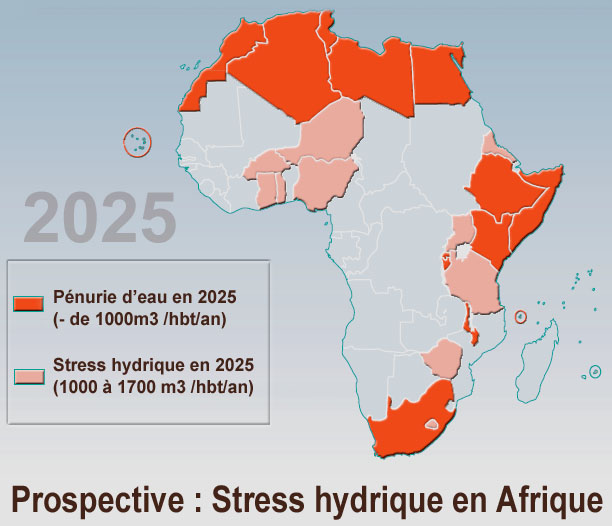
聯合國環境規劃署發佈的《全球環境展望 2000》(GEO-2000)，預計在2025年有25個非洲國家會受到水資源短缺或水資源壓力的危害。

#### 冰河
冰河所儲藏的淡水數量大約佔全球淡水的2%。冰河以融水形式提供淡水，當地人將其用於農業、畜牧業和水力發電等用途。根據預測，全球冰河到2100年的總儲水量將是現在的60%，冰河加速融化的主要原因是氣候變化。冰河可將太陽光反射回太空（反照率），導致氣溫下降。如果沒冰河反射陽光，溫度就會慢慢上升。當全球氣溫升高，冰河整體融化速度會更快，而減少全球反射的陽光總量。氣候變化導致冰河退縮，在氣候變化情景之下很難恢復。冰河退縮會降低其年度徑流，而改變世界許多寒冷地區的水資源供應。約有三分之一的冰河在某些季節可能會減少10%的徑流。
在喜馬拉雅山脈，冰河退縮可能導致夏季逕流量減少多達三分之二。在恆河地區將會導致5億人缺水。氣候變化會影響興都庫什山脈地區居民的飲用水，該地區約有14億人依賴源自喜馬拉雅山脈的5條主要河流供水。雖然各地影響有所不同，但預計融水量最初會因冰河退縮而增加，然後因冰河水體積減少而逐漸降低。氣候變化導致有些地區的可用水量減少，使得改善取得安全飲用水的工作變得困難。興都庫什山脈地區面臨快速的都市化進程，導致水資源嚴重短缺。由於缺乏有效的水管理基礎設施和取得飲用水困難，農村地區也受到影響。由於飲用水短缺，更多的人因而會遷移。無力遷移的窮人留在原地，社會不平等狀況加劇，而發生更高的死亡率和自殺率，更加速城市化的進程。

## 改善措施選項

### 供需面管理
一篇於2006年發表的評論指出，"要確定全球的水是否有實質上的短缺（供應問題），或是有水存在，但該更好地利用（需求問題），是件非常困難的工作"。
聯合國國際資源委員會指出，各國政府傾向大力投資於效率低下的解決方案：水壩、運河、引水道、輸送管線和水庫等大型項目，這些項目通常既不具環境永續性，也不具有經濟可行性。根據科學委員會的說法，將用水與經濟成長脫鉤，其最具成本效益的方法是政府制定具系統生態學的管理計劃，考慮到整個水循環：從水源到分配、經濟利用、處理、回收、再利用後再返回環境。

### 國家間合作
有關水的供應、使用和管理引起的爭端，如果國家間缺乏合作，可能會在世界許多地區，特別是開發中國家中引發衝突。例如埃及與衣索比亞圍繞衣索比亞復興大壩的爭端在2020年升級。埃及將水壩視為其生存威脅，擔心其會將從尼羅河上游而來的水量減少。

### 水資源保護

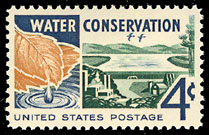
美國於1960年發行的郵票，倡導水資源保護。

本節摘自水資源保護。
水資源保護包含所有永續管理自然淡水資源、保護水圈以及滿足當前和未來人類需求（而避免水資源短缺）的政策、策略和活動。人口、家庭規模、經濟成長和富裕程度都會影響到用水量。氣候變化等因素增加對自然資源的壓力，特別是在製造業和農業灌溉方面。許多國家已實施節約用水的政策，並且取得相當程度的成果。
節約用水的關鍵做法有： 有效減少水流失及減少資源使用和浪費、避免損害水質、及改善水管理做法，以減少水使用或提高水的有益利用。
技術解決方案適用於家庭、商業和農業應用。涉及社會解決方案的節水計畫通常由地方層級的市自來水公司或地方政府發起。

### 擴大可用水源
本節摘自水資源#人工處理的可用水。
人工處理的可用水來源包括有處理後的污水（再生水）、大氣水發生器和海水淡化。但也必須考慮這些技術的經濟和對環境產生的副作用。

#### 污水處理及再生水
本節摘自再生水。
再生水（Reclained water，也可寫為wastewater reuse、water reuse或water recycling）是將城市生活污水或工業廢水轉化為可重複用於多種用途的過程。再利用的方式有多種，例如灌溉花園和農田，或是補充地表水和地下水（即地下水補給）。重複使用的水還可用於滿足住宅（例如抽水馬桶）、企業和工業的某些需求，甚至可以進行處理以達到飲用水標準。將再生水注入供水系統稱為直接飲用水再利用。然而飲用水再生並非典型的做法。處理後的都市污水用於灌溉是一種行之有年的做法，特別是在乾旱國家。將污水重複利用作為永續水管理的一部分。可將水的稀缺性降低，並減輕對地下水和其他自然水體的壓力。
本節摘自污水處理。
污水處理是去除污水中的污染物，並將其轉化為流出水以返回水循環的的過程。一旦返回水循環，就會對環境產生可接受的影響，或被重新用於各種目的（稱為再生水）。污水在處理廠進行處理。不同的污水可在適合的處理廠中進行處理。生活污水於生活污水處理廠中處理。對於工業廢水，或在獨立的工業污水處理廠中進行，或在生活污水處理廠中進行（通常先要經過某種形式的預處理）。其他類型的污水處理廠有農業污水處理廠和滲濾液處理廠。

#### 海水淡化
本節摘錄自海水淡化。
海水淡化是從含鹽海水中將鹽及礦物質成分去除的過程。鹽水（特別是海水）經過淡化以產生適合人類飲用或灌溉的水。海水淡化過程的副產品是滷水。現代對海水淡化的興趣大多集中在以具成本效益的方式提供人類使用的淡水。海水淡化與再生水一樣，是少數不依賴降水的水資源之一。

### 虛擬水交易
本節摘自虛擬水。
虛擬水（也稱為嵌入水）交易是從一地販售到另一地的食品或其他商品中所隱含的水。虛擬水交易是指當商品和服務換手時時，其所含的虛擬水也隨之換手。虛擬水交易為水議題提供一新的、放大的觀點：提供一框架，以平衡不同觀點、基本條件和利益。這個概念在分析上讓人們能區分全球、區域和地方層面及其連結。然而虛擬水估算可能無法為制定環境目標的政策制定者提供任何指導。
例如在水資源匱乏的國家，穀物一直是虛擬水的主要載體。因此穀物進口可在補償當地水資源短缺方面發揮身為重要的作用。然而低收入國家未來可能無力負擔此類進口，而可能導致糧食不安全和饑餓問題。

## 區域示例

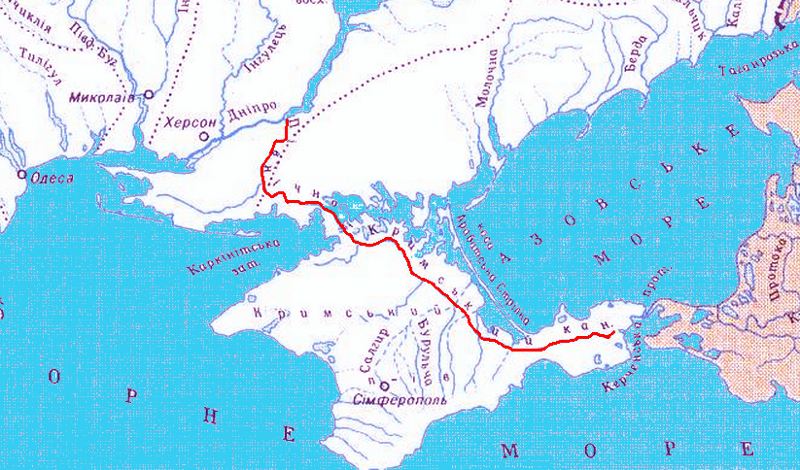
俄羅斯於2014年將克里米亞併吞後，烏克蘭將北克里米亞運河供水切斷，克里米亞原來的淡水有85%由此運河供應。

### 地區概況
根據國際農業研究諮詢組織（CGIAR）於2007年發佈的地圖，水資源壓力最大的國家和地區是北非、中東、印度、中亞、中國、智利、哥倫比亞、南非、加拿大和澳大利亞。南亞的水資源短缺問題也在加劇中。截至2016年，全球約有40億人（即世界人口的三分之二）面臨嚴重的水資源短缺。
一般來說，北美、歐洲和俄羅斯等已開發國家到2025年的供水不會受到嚴重威脅。這不僅是因為它們相對較為富裕，更重要的是它們的人口更會利用可用水資源。北非、中東、南非和中國北方由於物質匱乏和人口相對超過供水的承載能力，會面臨非常嚴重的水資源短缺。南美洲大部分地區、撒哈拉以南非洲、中國南部和印度到2025年將面臨供水短缺。對於這些地區來說，短缺的原因將是開發安全飲用水有經濟上的限制，以及人口過度增長。

### 非洲
本節摘自非洲水資源短缺。
預計非洲到2025年的水資源短缺將達到危險的高度，屆時全球約有三分之二的人口可能面臨淡水短缺。非洲發生短缺的主要原因是經濟匱乏、人口快速成長和氣候變化。這種短缺是指缺乏符合標準的淡水資源。撒哈拉以南非洲雖然雨水充足，但雨水有季節性，且分佈不均，導致洪澇和乾旱頻繁。此外因普遍的經濟發展不足和貧困問題，加上人口快速增長和鄉村人口湧入城市，讓撒哈拉以南非洲成為世界上最貧窮和最落後的地區。
FAO於2012年發表的報告中指出日益嚴重的水資源短缺現已成為永續發展的主要挑戰之一。這是由於農業和其他部門加總的需求，越來越多的流域已達到缺水的狀態。非洲水資源短缺所影響的範圍廣泛，從健康（尤其是婦女和兒童）到教育、農業生產力、永續發展，以及發生更多水衝突的可能性。

#### 西非和北非
葉門的水資源短缺是個日益嚴重的問題，是由人口增長、水資源管理不善、氣候變化、降雨量變化、水基礎設施惡化、治理不善和其他人為影響等原因的綜合結果。截至2011年，葉門所經歷的水資源短缺，已對其政治、經濟和社會層面產生影響。截至2015年，葉門是世界上最缺水的國家之一。該國大多數人口每年至少會有一個月經歷缺水的問題。
一些報告指出奈及利亞發生的極端高溫、乾旱加劇及查德湖面積縮小正在導致水資源短缺，迫使數千人成為環境難民，遷移到鄰近的城鎮及鄰國查德。

### 亞洲
根據2019年於科學期刊科學進展上發表的研究報告，亞洲最大河流（恒河、印度河、雅魯藏布江、長江、湄公河、薩爾溫江和黃河）源頭的喜馬拉雅冰河到2100年可能會失去66%的冰，而大約有24億人生活在這些河流的流域中。印度、中國、巴基斯坦、孟加拉國、尼泊爾和緬甸可能會在未來幾十年內經歷頻繁的洪水和乾旱。恆河在印度一國就為超過5億人提供飲用水和農耕用水。
預計全球到本世紀中葉將會新增30億人口，其中大部分將出生在已經面臨水資源短缺的國家。除非人口成長能夠迅速放緩，否則人們擔心可能無法找到可行的非暴力或人道解決方案來解決新興國家的水資源短缺問題。
土耳其的氣候變化極有可能導致該國南部河流流域在2070年之前出現缺水問題，並將該國的乾旱情況加劇。

### 美洲

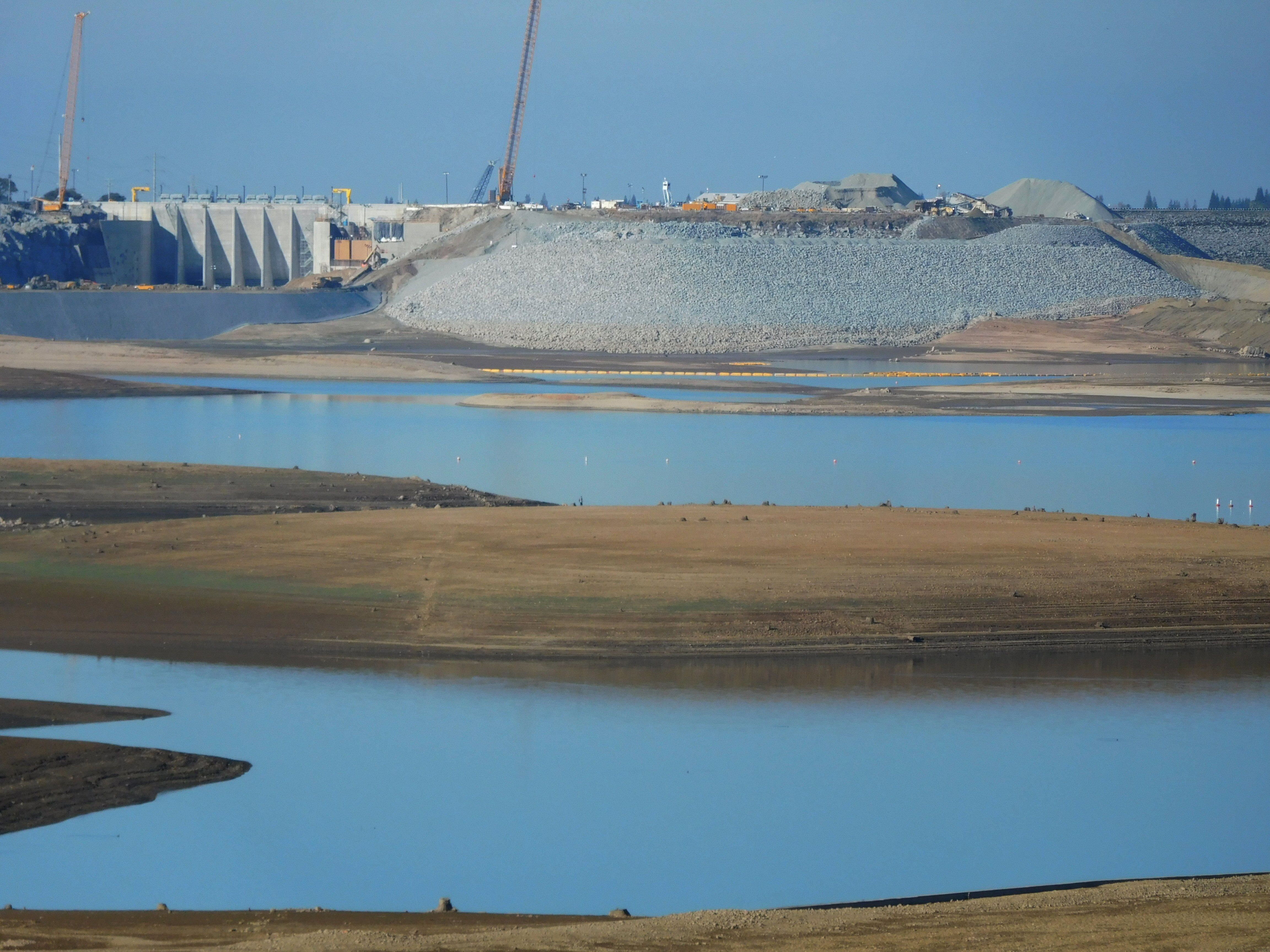
於加州2011年至2017年乾旱期間，該州弗聖湖水庫乾涸見底的狀況（攝於2015年）。

在美國德克薩斯州下裡奧格蘭德河谷，由於當地有密集的農業綜合企業而將水資源短缺問題加劇，並引發美國與墨西哥邊境兩側水權的管轄糾紛。包括美國籍墨西哥政治學家Armand Peschard-Sverdrup在內的學者認為這種緊張局勢導致有重新制定策略性跨國水資源管理的需要。有些人將這些爭端比作一場因自然資源日益減少而發生的爭奪"戰爭"。
北美洲西海岸的大部分水源來自洛磯山脈和內華達山脈等之上的冰河，也將受到缺水的影響。

### 澳大利亞
澳大利亞的大部分區域是沙漠或半乾旱地區，通常稱為澳洲內陸。該國為應對乾旱造成的長期水資源短缺，在許多地區和城市都實施用水限制。 2007年的澳洲年度人物（也是環保人士）蒂姆·弗蘭納裡預測，除非做出重大改變，否則西澳州的大城市伯斯會因為無足夠的水來維持其人口，而可能會成為世界上第一個都會級的鬼鎮。伯斯在2010年經歷過有史以來第二乾旱的冬季，迫使自來水公司於次年加強春季用水限制。
一些國家已經證明將用水與經濟成長脫鉤有其可能。例如澳大利亞在2001年至2009年間，用水量下降40%，而經濟卻成長30%以上。

### 按國家區分
幾個特定國家的狀況：

## 社會與文化

### 全球目標

淡水抽取量與地球內部供應的比較，水資源壓力的定義：<10%（低壓力）、10-20% （低至中等壓力）、20-40%（中至高壓力）、40-80%（高壓力）及>80% （非常高壓力）。

永續發展目標 6的目的是讓"人人享有清潔用水和衛生設施"。它是聯合國大會於2015年制定的17個永續發展目標之一。永續發展目標 6的第四個具體目標與水資源短缺有關，指出："預計到2030年大幅提高所有部門的用水效率，並確保有可持續的抽取和供應淡水以解決水資源短缺問題，並大幅減少遭受水資源短缺之苦的人數"。此發展目標有兩個指標。第二個指標是："水資源壓力的程度：淡水抽取量佔可用淡水資源的比例"。FAO自1994年以來一直透過其全球水資源和農業用水管理系統AQUASTAT監測這些參數。:xii

## 外部連結
Environment主题
 Water主题
 World主题
- The World Bank's work and publications on water resources （页面存档备份，存于）